# Dachverband der Verwaltungsrichterinnen und Verwaltungsrichter
Der Dachverband der Verwaltungsrichterinnen und Verwaltungsrichter (DVVR) ist ein berufsständischer Verband mit Sitz in Klagenfurt am Wörthersee (Österreich).

## Geschichte
Der DVVR wurde im Zuge der Verwaltungsgerichtsbarkeits-Novelle 2012 und der damit einhergehenden Einrichtung echter Verwaltungsgerichte (siehe zuvor UVS) in Österreich möglich und erforderlich.
Am 15. Januar 2014 wurde von den an den Verwaltungsgerichten in Österreich vorhandenen richterlichen Interessenvertretungen die Gründung des DVVR beschlossen.

## Organisation

### Ziel
Die in Österreich 2012 stark veränderte bzw. teilweise neu geschaffene Verwaltungsgerichtsbarkeit ist unterschiedlichen Rechtsträgern (Bund und Bundesländern) zugeordnet. Dadurch sind aufgrund des Föderalismus unterschiedliche Organisations-, Dienst- und Besoldungsrechte für die Verwaltungsrichter verbunden.
Erklärtes Ziel ist daher, ein einheitliches Dienst- und Besoldungsrecht für alle Richter in Österreich und die gemeinsame Aus- und Fortbildung zu fördern. Zu den notwendigen Maßnahmen zählt gemäß DVVR:
- ein gemeinsames Institut für richterliche Aus- und Fortbildung (nach dem Vorbild der Schweiz)
- ein gemeinsames „Dienstgericht“ für alle Richter,
- adäquate Entlohnung und
- die Einbeziehung der richterlichen Standesvertretungen in legistische Vorhaben.[5]

### Mitglieder
Mitglieder des Dachverbandes sind:
- Verein der österreichischen Verwaltungsrichter (auch: Verein der Richterinnen und Richter des Verwaltungsgerichtshofes),
- Vereinigung der Richter und Richterinnen des Bundesverwaltungsgerichtes,
- Vereinigung der Finanzrichterinnen und Finanzrichter
- Verwaltungsrichter-Vereinigung (VRV)[6]

### Beschlussfassung
„Stellungnahmen und Äußerungen aller Art, die im Namen des Dachverbandes abgegeben werden, bedürfen der Zustimmung aller im Dachverband repräsentierten Interessenvertretungen“. Dabei können „die im Dachverband repräsentierten Interessenvertretungen für einzelne oder einen bestimmten Kreis von Angelegenheiten einstimmig einen Sprecher namhaft machen.“

## Stellungnahme zur österreichischen Notstandsklausel
Zu der von der österreichischen Regierung am 20. Januar 2016 genannten konkreten Zahlen von Asylanträgen, die man glaubt im Rahmen der Flüchtlingskrise in Europa ab 2015 noch bewältigen zu können, hat der DVVR am 20. April 2016 zu dieser Anlassgesetzgebung kritisch und zum angeblichen Notstand Stellung genommen und „vor dem beabsichtigten Experiment einer Beschneidung unions- und verfassungsrechtlich gebotenen Rechtsschutzes aus Gründen öffentlicher Ordnung und innerer Sicherheit“ gewarnt.